# Ackerly
Ackerly – miasto w Stanach Zjednoczonych, w stanie Teksas, w hrabstwie Dawson.